# Rafael Escobedo
Rafael Escobedo Alday (Madrid, 3 de enero de 1954 - Penal del Dueso, Cantabria, 27 de julio de 1988) fue un supuesto asesino español, único condenado por el denominado crimen de los marqueses de Urquijo, siendo posiblemente un cabeza de turco.

## Biografía
Miembro de una familia acomodada, siendo hijo de Miguel Escobedo Gómez-Martín y Ofelia Alday Mazorra. Abandonó sus estudios de Derecho, contrayendo matrimonio el 21 de junio de 1978, con Myriam de la Sierra y Urquijo, hija de los marqueses de Urquijo. El padre de la novia había manifestado su oposición a la boda. Tras convivir en el chalet de los suegros en Somosaguas durante un tiempo, el matrimonio se traslada a vivir en la calle Orense de Madrid. Pocos meses después, Myriam de la Sierra y Urquijo presentaba una solicitud de nulidad eclesiástica del matrimonio. Había iniciado una relación sentimental con el ciudadano estadounidense Richard Dennis Drew (alias Dick, El Americano) a mediados de 1979.

### Asesinato de los marqueses de Urquijo
El 1 de agosto de 1980, los marqueses fueron asesinados a tiros en su residencia de Somosaguas (Pozuelo de Alarcón). Escobedo era detenido como autor del crimen el 8 de abril de 1981. Tres días después ingresaba en la cárcel de Carabanchel. Tras ser detenido, Escobedo confesó su culpabilidad. Sin embargo, durante el juicio, se retractó, apuntando a Diego Herrera, administrador de los fallecidos como autor material del crimen, en connivencia con Myriam y Juan de la Sierra y Urquijo.
El 8 de julio de 1983 fue condenado por la Sala Tercera de la Audiencia Provincial de Madrid a 53 años de prisión más una indemnización de 20 millones de pesetas a los hijos de las víctimas, por su responsabilidad en en concepto de autor de dos delitos de asesinato con la concurrencia de las circunstancias agravantes de premeditación y nocturnidad, a la pena de 26 años, 8 meses y un día de reclusión mayor por cada uno de los delitos. Su abogado, José María Stampa Braun, presentó recurso, pero el Tribunal Supremo confirmó la condena el 10 de mayo de 1984. En noviembre de 1983 recayó sentencia de divorcio con Myriam de la Sierra. Escobedo ingresó en el penal de El Dueso, en Cantabria, el 6 de febrero de 1985. Tras una huelga de hambre y dos intentos de suicidio —el primero el 10 de marzo de 1987, mediante cortes en su muñeca izquierda, y el segundo a mediados de julio de 1988, tras inyectarse una sobredosis de heroína—, Rafael Escobedo se ahorcó en su celda con unos trozos de sábana atados a los barrotes de la ventana. Tan solo 14 días antes de su muerte se emitió una entrevista concedida al periodista Jesús Quintero para el programa El perro verde, de Televisión española, y en la que Escobedo —tras insistir en su inocencia— confesó que "No me quedan ánimos para seguir... Ya he llegado al final".

## Escobedo en el cine y televisión
En 1991 se rodó una película sobre el suceso, titulada Solo o en compañía de otros, en la que el actor Juan Ribó interpretó a Raúl Cisneros, personaje basado en Rafael Escobedo, ya que en la película se utilizaron nombres diferentes.
En 2009 fue Félix Gómez quien asumió el papel de Escobedo para la versión televisiva de la historia en la serie La huella del crimen, en el capítulo "El crimen de los marqueses de Urquijo".